# Przepona (budowa maszyn)
Przepona (budowa maszyn) – sprężysta przegroda (membrana, przepona) oddzielająca dwie komory. Dzięki swojej elastyczności może wyrównywać ciśnienie pomiędzy dwoma ośrodkami lub pełnić funkcję tłoka w pompach membranowych.